# كيفين اتابيل
كيفين اتابيل (بالإسبانية: Kevin Itabel)‏ (20 أغسطس 1993 ببوينس آيرس في الأرجنتين - ) هو لاعب كرة قدم أرجنتيني في مركز Extremo ‏. لعب مع تيغري وريفر بليت.

## روابط خارجية
- كيفين اتابيل على موقع قاعدة بيانات كرة القدم.إي يو (الإنجليزية)
- كيفين اتابيل على موقع Soccerway.com (الإنجليزية)